# Tilaka

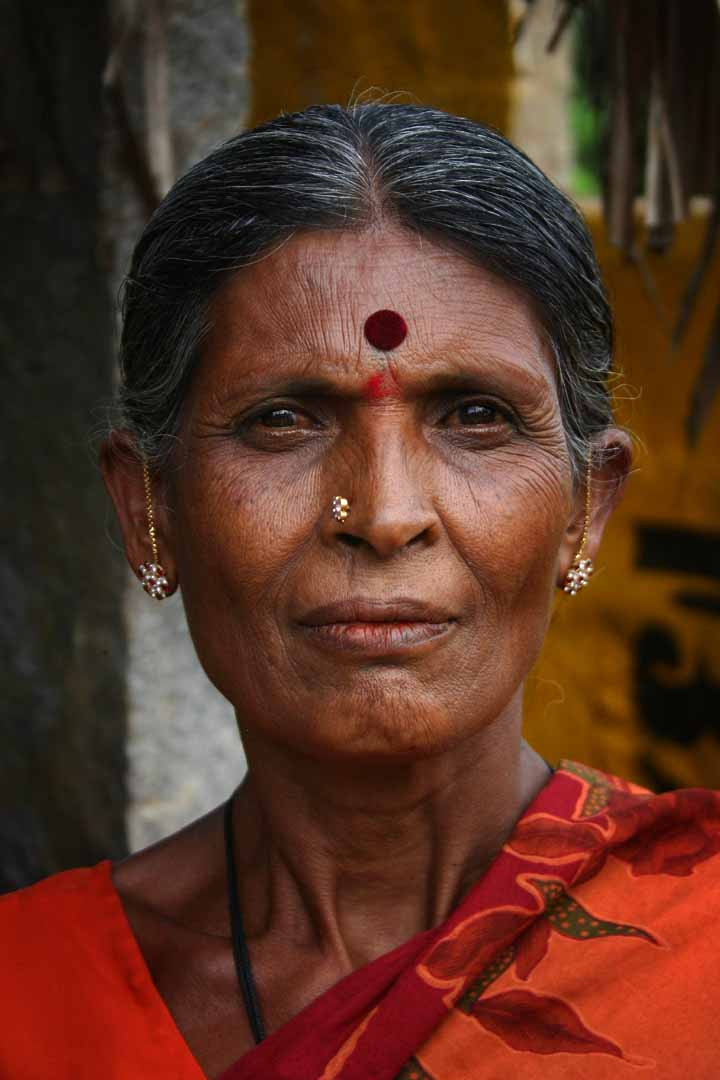

Tilaka (sanscrită: तिलक tilaka) sau tilak este o pată ornamentală, purtată pe frunte mai ales de hinduși (exemplu tilak –ul lui Shiva).